# 約翰斯頓冰川
71°52′S 163°53′E / 71.867°S 163.883°E
約翰斯頓冰川是南極洲的冰川，位於維多利亞地的彭內爾海岸，處於天頂冰川以東2公里，流經鮑爾斯山脈的蘭特曼山脈地區，由新西蘭探險隊命名。